# Legion Słowiańsko-Brytyjski
Legion Słowiańsko-Brytyjski (ros. Славяно-британский легион, ang. Slavo-British Legion) – jednostka wojskowa złożona z byłych bolszewików, białych Rosjan, Serbów, Czechów i Polaków działająca u boku aliantów w rejonie Archangielska podczas wojny domowej w Rosji

## Historia
Od 6 marca 1918 r. w Archangielsku i Murmańsku zaczęły lądować brytyjsko-francusko-amerykańskie wojska interwencyjne, które rozpoczęły działania wojenne przeciwko bolszewikom. W kwietniu tego roku dowództwo Brytyjskiego Korpusu Interwencyjnego w Północnej Rosji gen. Edmunda Ironside'a wydało rozkaz o utworzeniu Legionu Słowiańsko-Brytyjskiego.
Formowanie zakończyło się 14 czerwca. Funkcję zastępcy dowódcy objął kpt. Władimir N. Gomolicki. Liczebność jednostki osiągnęła kilka tysięcy ludzi. W jego skład weszli b. bolszewicy, dezerterzy, więźniowie, Biali Rosjanie, Serbowie, Czesi i Polacy oraz brytyjscy oficerowie, którzy dowodzili całym Legionem i częścią pododdziałów. Wszyscy żołnierze podpisali czasowe kontrakty na służbę w jednostce. Nie mieli oni jednak prawa służby w armii brytyjskiej. Zostali umundurowani w brytyjskie uniformy i uzbrojeni w brytyjską broń. Jedynie na otokach czapek nosili rosyjskiego orła. Brytyjczycy płacili im żołd wynoszący 100 rubli miesięcznie. Dyscyplina wojskowa i morale znajdowały się jednak na niskim poziomie, podobnie jak w kompanii rosyjskiej sformowanej w ramach Francuskiej Legii Cudzoziemskiej.
W skład Legionu wchodził też utworzony w Archangielsku 1 Oddział Lotniczy (ok. 35 rosyjskich i brytyjskich pilotów), przeorganizowany w Słowiańsko-Brytyjski Korpus Lotniczy (sformowany pod koniec czerwca), pod dowództwem płk. Aleksandra A. Kazakowa. Bazował on na stacji Obozierskaja na południe od Archangielska. Miał na wyposażeniu samoloty DH.9. Po śmierci płk. A. A. Kazakowa w katastrofie lotniczej 21 lipca 1919 r., dowódcą został brytyjski oficer pochodzący z Południowej Afryki ppłk Kenneth Reid van der Spuy. 11 września utworzono 2 Oddział Lotniczy pod dowództwem kpt. Nikołaja I. Biełousowicza. Brytyjscy piloci tworzyli dywizjon kpt. Robinsona. Korpus Lotniczy był jednym z nielicznych pełnowartościowych oddziałów wojskowych.
Wśród żołnierzy Legionu szerzyły się nastroje probolszewickie. W rezultacie 7 lipca 1919 r. w 3 kompanii 1 batalionu, działającego nad Dwiną, doszło do buntu ok. 200 żołnierzy, którzy zabili kilku brytyjskich i białych rosyjskich oficerów, a następnie zbiegli w kierunku pozycji bolszewickich. Zostali jednak doścignieni i okrążeni przez rosyjskich żołnierzy 3 Pułku Północnego. Część z nich oddała się do niewoli, ale niektórzy stawili opór i udało im się zbiec. Pierwsi zostali rozstrzelani bez sądu. W rezultacie cały batalion rozbrojono i skierowano do prac budowlano-porządkowych. Wydarzenie odbyło się głośnym echem w brytyjskiej prasie, a doszło nawet do specjalnego posiedzenia parlamentu w tej sprawie.
Legion został rozformowany we wrześniu 1919 r., kiedy alianckie wojska interwencyjne ewakuowały się z północy Rosji. Część legionistów wraz z nimi została wywieziona do Europy.

## Skład organizacyjny
- batalion (następnie pułk) piechoty – d-ca kpt. Dyer
- batalion piechoty – kpt. Burke
- dywizjon artylerii – d-ca ppłk Gieorgij A. Rożdziestwienskij (podporządkowany Legionowi)
- Biełomorski Pułk Konno-Górski (ok. 200 ludzi) – d-ca rtm. Andriej A. Bers (podporządkowany Legionowi)
- Słowiańsko-Brytyjski Korpus Lotniczy (Slavo-British Air Corps)
- szkoła oficerska we wsi Bakarica
- szkoła artyleryjska
- parochod-lodołamacz "Бонавенчур"